# Tape-compressie
Tape-compressie is in de audiobewerking de compressie die ontstaat als gevolg van het opnemen van een audiosignaal op een magnetische tape met een tape- of bandrecorder. De technische eigenschappen van de band en recorder zorgen ervoor dat niet alle componenten uit het oorspronkelijke signaal in dezelfde verhouding worden opgenomen en weergegeven.

## Onderscheid tape-compressie van andere vormen van compressie
Compressie is een techniek die in geluidsstudio's wordt gebruikt om het dynamisch bereik van een geluidsopname te beperken. Dynamisch bereik is het verschil tussen het zachtste en het hardste geluid in een opname. Compressie zorgt ervoor dat dit verschil wordt beperkt, met andere woorden zachte geluiden worden versterkt en harde geluiden worden verzwakt. Dit effect wordt bewust toegepast om de geluidsopname in kwestie beter geschikt te maken voor weergaven en prettiger voor het gehoor te maken. Deze compressie wordt op diverse manieren bereikt, variërend van speciaal hiervoor ontwikkelde hard- en software tot aan de ongevoeligheid van bepaalde microfoons en opnemers. Bij de twee laatsten is dit overigens soms een onbedoeld neveneffect.
Tape-compressie onderscheidt zich van de andere soorten compressie door het feit dat de reductie in dynamiek en de frequentiekarakteristiek – hoe hard bepaalde frequenties ten opzichte van elkaar worden weergegeven – het gevolg zijn van
1. de analoge eigenschappen van de tape en apparatuur
2. dynamiek en frequentie weergaven elkaar beïnvloeden.

Een tape kan hoge en lage frequenties en harde en zachte geluiden weergeven, uiteraard afhankelijk van de kwaliteit van de apparatuur en tape. Het kan dit echter niet allebei tegelijkertijd even goed, hierdoor wordt een van beide of beide beperkt. Als gevolg van met name de magnetische eigenschappen van de tape, worden de extremen in zowel frequenties als in geluidssterkte (amplitude), afgerond of onderdrukt, zeker als deze gelijktijdig voorkomen. Het gevolg hiervan is dat muziekopnamen, opgenomen en weergeven door tape-recorders vaker als natuurlijker en warmer worden ervaren en wordt er soms gezegd dat de tape-recorder door middel van tape-compressie de verschillende geluidscomponenten van de muziek – drum, zang, instrumenten – aan elkaar lijmt (glue).
Tape-compressie ontstaat dus uit de beperkingen van tape en recorder en werd toen er alleen nog maar analoge recorders waren als een nadeel gezien, maar kan in een muziekopname, vooral als deze vrijwel alleen door middel van digitale apparatuur is verkregen, een welkome aanvulling zijn om de muziek natuurlijker en warmer te laten klinken. Ondanks het feit dat er goede software-oplossingen zijn die het effect van tape-compressie simuleren, zoals plug-ins, is het bekend dat sommige studio´s de zogenaamde eindmix van hun muziekproducties opnemen op een analoge taperecorder en deze vervolgens weer digitaliseren.